# Saint Motel
Saint Motel é uma banda de indie pop americano de Los Angeles, cuja música tem sido descrito como tudo a partir do "dream pop" até "indie prog". A banda consiste de A/J Jackson (vocalista principal , guitarra, piano), Aaron Sharp (guitarra principal), Dak Lerdamornpong (contrabaixo) e Greg Erwin (bateria).

## Carreira

### 2007-2011:ForPlay
O grupo inicialmente se juntaram, enquanto Jackson e Sharp frequentavam a escola de cinema no sul da Califórnia. A dupla mais tarde, se encontraram com Dak em um restaurante de sushi, onde trabalhava, perto do campus e Greg que foi para uma escola nas proximidades. A banda enfatiza visuais, além de sua música, no EP de estreia de 2009, ForPlay, incluíndo um vídeo para cada uma das seis canções.

### 2012-2013:Voyeur
A banda fez seu primeiro álbum completo, Voyeur, estreou em #18 nas paradas de radio de especialidades  e seis dos suas onze canções traçadas no Hype Machine Charts. O álbum foi comemorado por todos, desde o Washington Post para Daytrotter. Como KCRW Music Librarian e DJ Eric J. Lawrence, "Eles atacaram [álbum de estréia] com entusiasmo em Voyeur, adicionando toques dinâmicos para o seu núcleo sólido de composição de músicas" e que, "no geral, o álbum é um pacote  de satisfação do início ao fim".

### 2014-2015:My Type
A banda lançou o EP My Type com a Parlophone em 17 de agosto no Reino Unido. "My Type" subiu no Top 40 em muitos países europeus, incluindo a Itália, onde foi certificado com platina.   A banda embarcou em duas turnês européias e uma norte-americana em apoio ao EP e era esperado que eles lançassem o álbum mais tarde em 2015.  Em dezembro de 2014, Saint Motel anunciou que eles haviam se juntado à lista da Elektra Records .   Saint Motel apareceu como convidado musical em Jimmy Kimmel Live! na ABC com os convidados Tom Arnold e Maisie Williams ; a banda tocou as músicas "My Type" e "Cold Cold Man".   Em abril de 2015, o Saint Motel se apresentou durante os dois finais de semana no palco principal do Coachella Valley Music and Arts Festival 2015.   Eles também se apresentaram no Piqniq e no KROQ Weenie Roast de 2015. [carece de fontes?]

### 2016 – presente:saintmotelevision
Em 11 de julho de 2016, Saint Motel anunciou seu segundo álbum, saintmotelevision , lançado em 21 de outubro de 2016.  A banda embarcou em uma turnê norte-americana em apoio ao álbum, com Hippo Campus e JR JR como atos de apoio.  Em 12 de agosto, Saint Motel lançou o primeiro single do álbum, "Move", com um vídeo de acompanhamento em 360 graus.  Em setembro, em um exclusivo com a Billboard , eles lançaram outra música do álbum, "You Can Be You". A partir de 5 de outubro de 2017, eles lançaram um vídeo de 360 graus para todas as músicas do álbum.

## Shows ao vivo
O Saint Motel criou ou executou uma variedade de shows,  incluindo The Kaleidoscopic Mind Explosion em 3D,  Future Fathers Day, The Black & White Show,  Make Contact e Valentine Zombie Prom  e já excursionou com bandas como Band of Skulls ,  Nico Vega , Imagine Dragons ,  Races ,  Hockey ,  Arctic Monkeys ,  Weezer , Lights .   O Saint Motel apresentou-se no Sanremo Music Festival 2015 em Sanremo, Itália, e no Coachella Valley Music and Arts Festival.   Em 12 de dezembro, eles se apresentaram no Live Out (Monterrey, México).  A banda abriu para o Panic! At The Disco em Death of a Bachelor Tour.
Eles agora estão lançando uma nova turnê intitulada "Late Night with Saint Motel".[carece de fontes?]

## Discografia

### Álbuns de estúdio
| Voyeur                                                     | - Lançado: 10 de julho de 2012 - Etiqueta: OnThe Records - Formatos: download digital, CD, LP     | -  | -   |
| saintmotelevision                                          | - Lançado: 21 de outubro de 2016 - Etiqueta: Elektra Records - Formatos: download digital, CD, LP | 62 | 100 |
| "-" indica álbum que não foi catalogado ou não foi lançado |                                                                                                   |    |     |

### Musicas prolongadas
| ForPlay                                                    | - Lançado: 8 de setembro de 2009 - Etiqueta: OnThe Records - Formatos: download digital, CD      | - | -  |
| 7 "1                                                       | - Lançado: 13 de dezembro de 2011 - Etiqueta: OnThe Records - Formatos: 7 "                      | - | -  |
| 7 "2                                                       | - Lançado: 2013 - Etiqueta: OnThe Records - Formatos: 7 "                                        | - | -  |
| My Type                                                    | - Lançado: 17 de agosto de 2014 - Etiqueta: Elektra, Parlophone - Formatos: download digital, CD | - | 52 |
| "-" indica álbum que não foi catalogado ou não foi lançado |                                                                                                  |   |    |

### Solteiros
| 2012 | "Puzzle Pieces"           | — | —  | —  | —  | —   | —  | —  | —  | —  | Voyeur            |  |  |  |  |  |  |  |
| 2012 | "At Least I Have Nothing" | — | —  | —  | —  | —   | —  | —  | —  | —  | Voyeur            |  |  |  |  |  |  |  |
| 2012 | "Benny Goodman"           | — | —  | —  | —  | —   | —  | —  | —  | —  | Voyeur            |  |  |  |  |  |  |  |
| 2014 | "My Type"                 | 5 | 9  | 18 | 7  | 120 | 14 | 20 | 51 | 34 | My Type (EP)      |  |  |  |  |  |  |  |
| 2014 | "Ace In The Hole"         | — | —  | —  | —  | —   | —  | —  | —  | —  | My Type (EP)      |  |  |  |  |  |  |  |
| 2015 | "Cold Cold Man"           | — | 22 | —  | —  | —   | 45 | —  | —  | —  | My Type (EP)      |  |  |  |  |  |  |  |
| 2016 | "Move"                    | 3 | 14 | 29 | 37 | —   | —  | —  | —  | —  | saintmotelevision |  |  |  |  |  |  |  |
| 2016 | "Destroyer"               | — | 39 | —  | —  | —   | —  | —  | —  | —  | saintmotelevision |  |  |  |  |  |  |  |
|      |                           |   |    |    |    |     |    |    |    |    |                   |  |  |  |  |  |  |  |

### Videografia
| Ano  | Título                             | Diretor                     |
| ---- | ---------------------------------- | --------------------------- |
| 2009 | "Butch"                            | A/J Jackson                 |
| 2009 | "Dear Dictator"                    | Carlos Estrada              |
| 2009 | "To My Enemies"                    | Carlos Estrada              |
| 2009 | "Eat Your Heart Out"               | Evan Savitt                 |
| 2009 | "Pity Party"                       | A/J Jackson                 |
| 2009 | "Do Everything Now"                | A/J Jackson                 |
| 2010 | "Dear Dictator" (Sam Sparro Remix) | A/J Jackson                 |
| 2011 | "Puzzle Pieces"                    | A/J Jackson                 |
| 2011 | "At Least I Have Nothing"          | Saint Motel                 |
| 2012 | "1997"                             | A/J Jackson                 |
| 2012 | "Benny Goodman"                    | A/J Jackson                 |
| 2013 | "Daydream/Wetdream/Nightmare"      | Sidsel Sørensen             |
| 2014 | "My Type" (Não oficial)            | Sam Winkler                 |
| 2014 | "My Type"                          | A/J Jackson                 |
| 2015 | "Cold Cold Man" (Não oficial)      | N/A                         |
| 2015 | "Cold Cold Man"                    | Chris Osbrink               |
| 2016 | "Move"                             | Nick Roney and Zach Wechter |
| 2016 | "You Can Be You" (Virtualizador)   | N/A                         |
| 2016 | "Born Again" (Virtualizador)       | N/A                         |